# Saint-Perdoux, Dordogne
Saint-Perdoux là một xã nằm ở tỉnh Dordogne vùng Aquitaine của Pháp. Xã này có diện tích 7,43 km², dân số năm 2005 là 138 người. Xã nằm ở khu vực có độ cao trung bình 160 m trên mực nước biển.

## Hành chính
| Danh sách các xã trưởng                |             |                |                  |          |
| Giai đoạn                              | Giai đoạn   | Tên            | Đảng             | Tư cách  |
| 1990                                   | đương nhiệm | Lucien Pomedio | không chính thức | nông dân |
| Tất cả các dữ liệu trước đây không rõ. |             |                |                  |          |

## Thông tin nhân khẩu
| Năm    | 1962 | 1968 | 1975 | 1982 | 1990 | 1999 | 2005 |
| ------ | ---- | ---- | ---- | ---- | ---- | ---- | ---- |
| Dân số | 138  | 132  | 122  | 121  | 120  | 136  | 138  |